# ジェフリー・マゼブラ
ジェフリー・マゼブラ（Jeffrey Mathebula、1979年6月22日 - ）は、南アフリカ共和国の男子プロボクサー。元IBF世界スーパーバンタム級王者。

## 来歴
2001年2月17日、プロデビュー。3回KO勝ち。
2003年2月15日、IBOインターコンチネンタルスーパーバンタム級王者同国人ボナニ・ヘルワティカと対戦し、12回判定勝ちで獲得。同王者は1度防衛。
同年9月30日、南アフリカスーパーバンタム級王者決定戦でトーマス・マシャバと対戦するも、7回TKO負けで初黒星。
その後、フェザー級に転向し、2005年9月30日、WBCインターナショナルフェザー級王者オスマム・アカバ(ガーナ)と対戦し、3-0(2者が117-112、116-114)の判定勝ちを収め獲得。
2006年6月30日、アーロン・メルガレホと対戦。終始コントロールして12回3-0(119-109、120-108、118-111)の判定勝ちで初防衛に成功した。
2007年6月29日、テェムバ・テシィリカと対戦し11回終了時棄権で2度目の防衛に成功した。
2008年2月22日、宮田芳憲と対戦し8回1分0秒TKO勝ちで3度目の防衛に成功した。
2008年8月29日、元WBA世界バンタム級暫定王者フリオ・サラテと対戦し12回3-0(2者が117-109、118-109)の判定勝ちを収めWBA・IBF世界スーパーバンタム級スーパー王者セレスティーノ・カバジェロへの挑戦権獲得に成功した。
2009年4月30日、パナマ市のロベルド・デュランアリーナにて世界初挑戦。WBA・IBF世界スーパーバンタム級スーパー王者セレスティーノ・カバジェロと対戦し、大接戦の末12回1-2(116-112、2者が112-116)の判定負けを喫し王座獲得に失敗した。
2010年9月1日、タカラニ・ヌドロブとIBFスーパーバンタム級挑戦者決定戦で対戦し、2-1(114-113、109-118、113-114)の判定負けでスティーブ・モリターへの挑戦権を逃した。
2011年6月11日、同国人のオスカー・チュークとIBFスーパーバンタム級挑戦者決定戦で対戦し、2-1(116-112、115-113、112-116)の判定勝ちを収め半年前に敗れたヌドロブへの挑戦権を獲得した。
2012年3月24日、IBF世界スーパーバンタム級王者タカラニ・ヌドロブに挑戦、12回2-1(116-112、113-115、117-111)の判定勝ちを収め1年6か月振りの再戦で雪辱を果たし、王座を獲得した。
2012年7月7日、アメリカ初登場。カリフォルニア州カーソンにある ホーム・デポ・センター・テニスコートにて、WBO世界スーパーバンタム級王者ノニト・ドネアと王座統一戦を行い、12回0-3（108-119、110-117、109-118）の判定負けを喫し王座統一に失敗した。この敗戦が南アフリカのスーパーバンタム級が後々凋落につながってしまった。
2013年3月23日、タカラニ・ヌドロフとの3度目の対戦で、IBF世界スーパーバンタム級挑戦者決定戦を行った。技巧派同士の試合は両者1勝1敗でお互い手の内をわかった一戦になった。試合は終始リーチの長さでヌドロブの攻撃を無力化にし、リーチを生かした防御術でヌドロブを制圧。12回3-0(3者とも116-112)の判定勝ちを収め、ドネアの返上で新しく王座に就いたジョナサン・ロメロへの指名挑戦権を獲得。ヌドロフとの3度に渡る因縁の対決に決着を付けた。
2013年12月21日、バレンシア州エルチェにあるパベロン・エスペランザ・ラグにてキコ・マルチネスと指名挑戦者として対戦するも終始マルチネスに効果的にパンチを集められてペースを握れず9回に右ストレートから左フックをもらってダウンを喫するとキャリア初のカウンテッドアウトで14年振りのKO負けとなる9回2分5秒KO負けを喫し1年5か月振りの王座返り咲きに失敗し体力の限界を感じ引退を表明した。

## 獲得タイトル
- IBOインターコンチネンタルスーパーバンタム級王座
- WBCインターナショナルフェザー級王座
- IBF世界スーパーバンタム級王座（防衛0）